# 真弓香
真弓 香（まゆみ かおり、1958年7月5日 - ）は、日本の占星術師。三重県出身。
米国を拠点として西洋占星術師として活動、執筆活動なども行なっている。
日本でただひとりアストロカートグラフィ公認解説者の資格をもつ、“タイミング（時）＆スペース（自己の可能性を最大限に生かす場所）”を鑑定できるアストロロジャー。
メディア出演なども多彩に行っている。

## 経歴
1985年に渡米、永住。現在、カリフォルニア州リッチモンド市在住。Academy of Art University インテリアデザイン学士課程卒業。Persons School of Design　建築照明デザイン修士課程修了。California Institute of Integral Studies博士課程（東西心理学専攻）中途退学。建築照明デザイナーを経て、占星学の道に入る。
日本人として初めて、Astro*Carto*Graphy公認カウンセラーの資格を取得。CITAアストロ・カウンセラー養成通信講座講師。クレセント・カンパニー主宰。NCGR (National Council for Geocosmic Research) 米国占星学協会会員
米国を拠点として西洋占星術師として活動、執筆活動なども行なっている。

## 著書
アストロカートグラフィ　解説書／和訳」ジム・ルイス著　（クレセント・カンパニー　1994）
サイクロカートグラフィ　解説書／和訳」ジム・ルイス著　（クレセント・カンパニー　1995年）
マジカル・インカへの旅パンタ笛吹き氏と共著出版（第三書館 1995年）
アガスティアの葉の秘密　パンタ笛吹き氏と共著出版（たま出版 1995年）
パワーゾーン（ヴォイス 2001年）
アストロ・パワー・アングル　解説書　（クレセント・カンパニー　2006年）
外資系キャリアが密かに使う　ビジネス・アストロロジー　成功の法則」（経済界 2007年）
アストロ・ダイエット（講談社 2008年）
アストロ・アジェンダ ・カレンダー　英語版（ケーデンスブック／米国 1999年～2002年）
アストロ・アジェンダ ・カレンダー　日本語版（クレセント・カンパニー 2002年～2012年）
アストロ・アジェンダ・ダイアリー　日本語版（アストロ　アジェンダ　ジャパンセクション　2003年～2012年）

## メディア出演
ミステリーチャンネル
２００７年
BAZZAR(２００７年　１月号　エｲチビー・ジャパン刊)
FRaU(２００９年　２月号　講談社刊)
文藝春秋（２００９年　３月号　文藝春秋刊）
GQ JAPAN(２００９年　５月号　コンデナスト・ジャパン刊)
anan（２００９年　１１月号　マガジンハウス刊)
LE-CIEL L’Arc-Ciel Official Fan Club Magazine　
(２０１０年 １月号 VOl.62 MAVERICK 刊)占いに行ってきました！　柏木珠希著
（２０１３年　１月発行　　大泉書店）
GINZA
（２０１３年４月号　マガジンハウス刊） 
『ザ・フナイ』11月号
（２０１３年１１月号　株式会社 船井メディア） 
『ザ・フナイ』新年号
（２０１４年１月号　株式会社 船井メディア） 